# Çeşməli (Şəki)
Çeşməli è un comune dell'Azerbaigian situato nel distretto di Şəki. Conta una popolazione di 465 abitanti.